# Піщанська виправна колонія № 59
 Піщанська виправна колонія №59  — виправна колонія управління Державного департаменту України з питань виконання покарань у Вінницькій області.

## Історія колонії
Колонія була створена в Піщанському районі поблизу с. Дмитрашківка 18 червня 1959 р. на базі родовища вапняку (в той час вона називалась Дмитрашківська установа). Тут під час першого ув'язнення в 1967-1968 роках перебував В'ячеслав Чорновіл.
З 1985 по 1988 рр. при установі працював ЛТП, засуджені здебільшого працювали на сільськогосподарських роботах. У вересні 1995 р. при установі створена колонія-поселення для осіб, які твердо стали на шлях виправлення.

## Сучасний стан
У 1999 р. установа наказом ДДУПВП №165 від 29.11.1999 р. була перейменована у Піщанську виправну колонію управління ДДУПВП у Вінницькій області.
З 1 січня 2004 р. Піщанська виправна колонія відноситься до мінімального рівня безпеки тримання засуджених. У різні роки установу очолювали: І. С. Муляр, М. М. Дейнега, О. М. Рибницький, С. В. Гоголюк, І. Ф. Савко, О. В. Ляхін, В. Г. Довганюк, П. Р. Крайнік, П. Д. Мазур, М. А. Оливенко, Д. Т. Чвалюк.

## Адреса
Селище Трудове Піщанського району Вінницької області.